# ΦNIX
ΦNIX je elektrický celokompozitní dolnoplošný dvousedadlový lehký sportovní letoun vyvíjený a vyráběný konsorciem firem s názvem Pure flight solution v Česku, jehož členy jsou společnosti Sport Prop, Phoenix Air, MGM COMPRO a PEG. Pohon tohoto letadla je čistě elektrický.

## Design a konstrukce
Vývoj elektrické verze letadla začal v září 2017. Konstrukce letadla vychází z benzínové verze letadla Phoenix a z prvního elektrického dvousedadlového letadla Electra (první let 2011). ΦNIX je navržený dle nových pravidel EASA, tudíž splňuje limit 600 kg vzletové hmotnosti. Letadlo je dolnoplošník se sedadly vedle sebe a konstrukce podvozku je se zadním (ocasním) kolem. Na letadle lze vyměnit konce křídla a tím změnit rozpětí (11 m - 15 m). Kokpit má moderní digitální avioniku a kožené sedačky. Bezpečnost při letu zajišťuje balistický padák. Letadlo je celokompozitní konstrukce s použitím uhlíkových vláken (karbon, kompozit). Letadlo má díky unikátnímu designu výborné letové vlastnosti a dobrou klouzavost až 1:32.

## Baterie a nabíječky
Do letadla jsou instalovány Li-Ion baterie s celkovou kapacitou 35 kWh. Baterie jsou v letadle umístěny v křídle a pod přední kapotáží letadla místo motoru. ΦNIX bude dodáván se standardní on board nabíječkou Jan (lze zapojit do standardní sítě 230V). Dále budou vyráběny a prodávány nabíječky Andre pro rychlé nabíjení (lze zapojit do sítě 3x400/230V) a také supercharger Nikola, který bude schopen nabít letadlo ΦNIX za 20 minut do 85% kapacity baterie. Nabíječkou Nikola lze nabíjet také elektrické automobily s nabíjecím konektorem normalizovaným dle CHAdeMO nebo CCS2.

## Původ názvu ΦNIX
Φ – je řecké písmeno „fí“. Název vychází z původní benzínové verze Phoenix a zároveň z fyzikální veličiny elektrického potenciálu.

## Specifikace

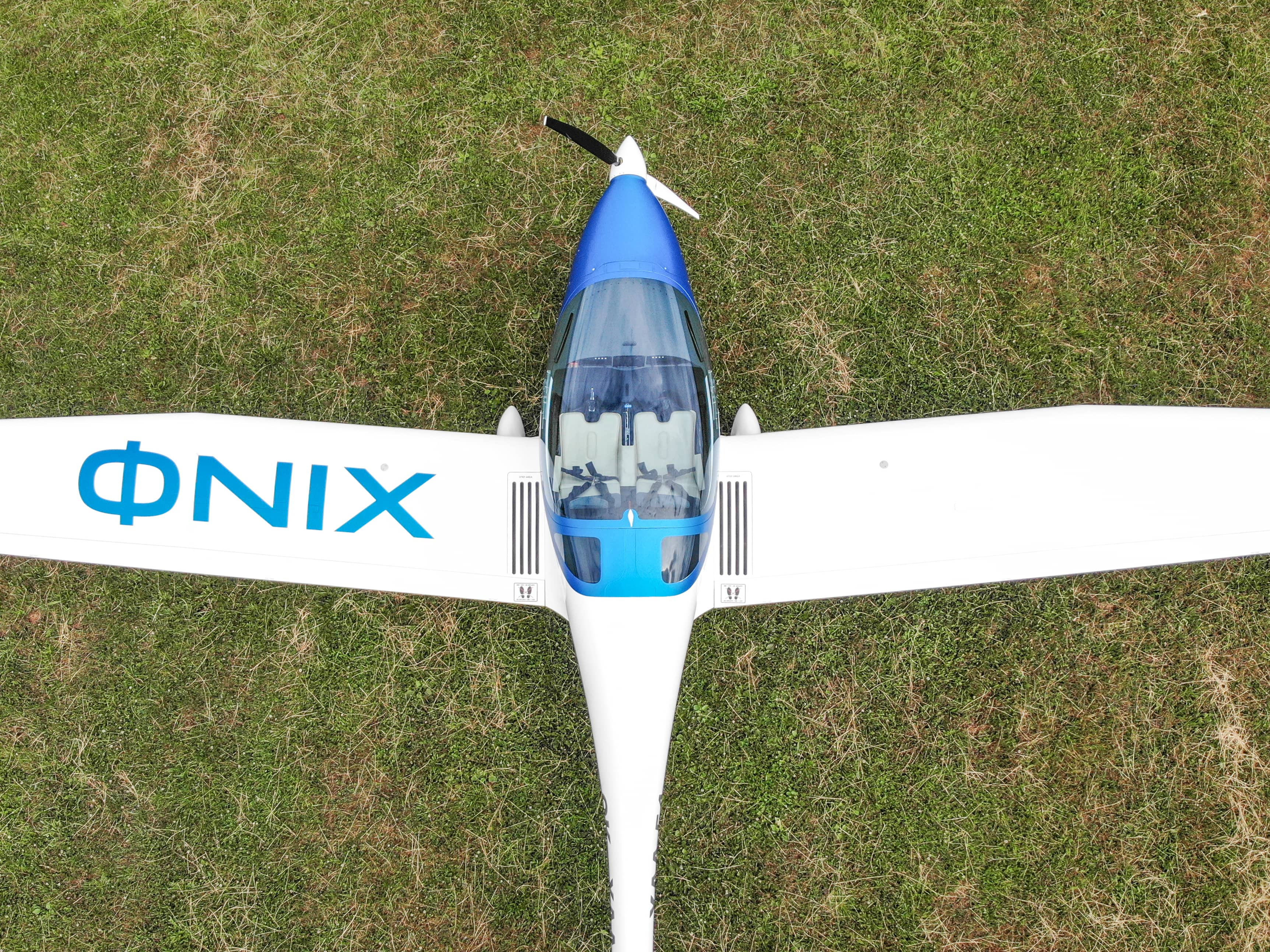
ΦNIX

### Technické údaje
- Osádka:  1 (pilot)
- Kapacita: 1 pasažér (nebo druhý pilot)
- Rozpětí křídel: 11 m nebo 15 m (36 ft 1 in nebo 49 ft 2,5 in)
- Délka draku: 6,5 m (21 ft 4 in)
- Maximální vzletová hmotnost: 600 kg (1322 lb)
- Vrtule: za letu stavitelná, průměr 160 cm (5 ft 3 in)
- Pohon: čistě elektrický
- Výkon motoru: 60 kW
- Baterie: Li-Ion, 35 kWh
- Výdrž: 2,5 h
- Nejlepší nabíjecí čas: 20 minut na 85% kapacity

### Výkony
- Nejvyšší dosažená rychlost: 260 km/h; 162 mph (140 kn)
- Cestovní rychlost: 160 – 200 km/h; 100 – 125 mph (86 – 108 kn)
- Pádová rychlost: 65 km/h; 40 mph (35 kn)
- Nejlepší klouzavost: 1:32 při 130 km/h; 81 mph (70 kn)